# Ганусевич, Сергей Александрович
Сергей Александрович Ганусевич — директор центра спасения диких животных, российский зоолог и орнитолог. Специализируется на хищных птицах.

## Биография
Учился на биологическом факультете МГУ. Научную работу начал с 1976 года и с тех пор совершил множество экспедиций. 
В 1993 о нём был снят первый фильм.

## 25-й сезон
В 2000 году в Понойском заказнике проходили съёмки (второго) документального фильма «25-й сезон», посвящённый Сергею Ганусевичу, изучавшему здесь в конце 70-х — начале 80-х хищных птиц. Вклад Ганусевича не в последнюю очередь повлиял на создание заказника. Фильм был показан региональной мурманской телекомпанией «Мурман». На Ханты-Мансийском фестивале документальных фильмов «25-й сезон» получил награду в номинации «За операторскую работу».
Третьим фильмом о Ганусевиче стала «Понойская депрессия».